# Yukarıihsaniye, Çaycuma
Yukarıihsaniye là một xã thuộc huyện Çaycuma, tỉnh Zonguldak, Thổ Nhĩ Kỳ. Dân số thời điểm năm 2011 là 200 người.